# Pammeces albivittella
Pammeces albivittella är en fjärilsart som beskrevs av Philipp Christoph Zeller 1863. Pammeces albivittella ingår i släktet Pammeces och familjen Agonoxenidae. Inga underarter finns listade i Catalogue of Life.